# Apozol
Apozol è una municipalità dello Stato di Tamaulipas, nel Messico centrale, capoluogo della omonima municipalità.
Conta 6.314 abitanti (2010) e ha una estensione di 292,94 km².
Il significato del nome è Acqua di mais in lingua nahuatl.